# Castel San Vincenzo
Castel San Vincenzo község (comune) Olaszország Molise régiójában, Isernia megyében.

## Fekvése
A megye nyugati részén fekszik, az Abruzzo-Lazio-Molise Nemzeti Park területén. Határai: Cerro al Volturno, Colli a Volturno, Montenero Val Cocchiara, Pizzone, Rocchetta a Volturno és San Biagio Saracinisco.

## Története
Első írásos említése 942-ből származik. Fejlődésében fordulópontot jelentett a San Vincenzo al Volturno apátság megépítése, amelynek birtoka volt 1806-ig. A 19. század elején nyerte el önállóságát, amikor a Nápolyi Királyságban felszámolták a feudalizmust.

## Népessége
A népesség számának alakulása:

## Főbb látnivalói
- San Vincenzo al Volturno - 1130-ban alapított bencés apátság